# Weather Report
Weather Report a fost o trupă influentă și bine cunoscută de jazz fusion din anii '70 și '80 care combina jazz-ul și latin jazz-ul cu muzica de artă, muzica etnică/world (cel mai notabil muzica etnică din Africa dar și din America de Sud), R&B (i.e., rhythm & blues), funk și elemente de rock (în proporții variate pe parcursul carierei lor de 16 ani). 
Weather Report este considerată una dintre formațiile care au pionierat genul jazz fusion, care îmbină jazz-ul cu elemente de rock precum și alte genuri muzicale, alături de alte mari formații de gen ale secolului precedent precum Mahavishnu Orchestra (a cărui frontman a fost chitaristul John McLaughlin), Return to Forever sau Headhunters (a cărui frontman a fost Herbie Hancock). Formația a fost inclusă în Grammy Hall of Fame în 2010. De-a lungul timpului, membrii constanți ai formației au fost Josef „Joe” Erich Zawinul la clape și Wayne Shorter la saxofon. La sfârșitul anilor '70 și începutul anilor '80, formația a fost cunoscută de asemenea pentru talentul și tehnica virtuosului basist Jaco Pastorius.
Dintre membrii fondatori ai formației, în viață mai erau doar Wayne Shorter (saxofon) și Miroslav Vitouš (chitară bas) în 2022. În 2023, doar Miroslav Vitouš mai trăia după decesul a lui Wayne Shorter (la începutul lunii martie). În 2025, Miroslav Vitouš rămâne singurul membru fondator al grupului încă în viață.

## Activitate
Grupul  Return to Forever al lui Chick Corea era similar în stil și apropiere. Cele două trupe au împărțit de fapt câțiva membri, printre care Airto Moreira.
Trupa a fost fondată de pianistul Joe Zawinul și saxofonistul Wayne Shorter. Cei doi s-au întâlnit și s-au împrietenit pentru prima oară în anul 1959, amândoi cântând in ansamblul big band (poate conține un număr de 12 până la 25 membri) a lui Maynard Ferguson.
Zawinul a continuat să cânte cu grupul lui Cannonball Adderley în anii 1960, iar Shorter cu cel de-al doilea mare cvintet al lui Miles Davis, muzicienii lăsându-și amprenta printre marii compozitori de jazz. Mai târziu, Zawinul i s-a alăturat lui Shorter la primele înregistrări de muzică fusion ale lui Miles Davis, ca parte a trupelor de studio care au înregistrat In a Silent Way și Bitches Brew, deși Zawinul nu a făcut parte din compoziția de turneu a lui Davis. 
În ciuda acestui fapt, Weather Report este deseori văzută ca un produs secundar al grupului de muzicieni asociați cu Miles Davis la sfârșitul anilor 1960 și începutul anilor 1970. 
Inițial, muzica trupei presupunea o improvizație extinsă, similară perioadei în care Miles Davis lucra la Bitches Brew, iar instrumentația conținea atât un toboșar tradițional (Alphonse Mouzon) cât și un percuționist secundar (întâi Airto Moreira, apoi Dom Um Romão). Grupul era neobișnuit și inovativ, abandonând acompaniamentul solistului, obișnuit în jazz-ul drept și prezentând în schimb improvizații din partea fiecărui membru al trupei. Muzica formației era astfel cvasi-instrumentală.
Reedman Wayne Shorter a pionierat mai departe rolul saxofonului soprano, (continuând eforturile anterioare ale lui Sidney Bechet, Lucky Thompson, Steve Lacy și John Coltrane). Atât Zawinul cât și basistul original, Miroslav Vitouš, au experimentat efectele electronice ale chitariștilor rock, Zawinul aplicându-le pe pian și sintetizator, iar Vitouš pe contrabas, uneori cu arcuș, ca o a doua voce, asemănătoare unui corn.

## Înregistrări timpurii
Primul album cu același nume al trupei lansat în anul 1971 a câștigat titlul de „Album al Anului”, dat de revista DownBeat tot în anul 1971. Deși albumul prezintă un sunet mai moale decât în anii precedenți în jazz (s-a folosit bas acustic, iar sintetizatoare nu), este considerat un clasic al muzicii fusion timpurii. Piesa de început, „Milky Way, folosește o tehnică în care corzile pianului sunt făcute să cânte nu de către ciocănelele din interiorul acestuia, ci de saxofonul soprano al lui Shorter, care, cântând notele respective, provoca vibrații rezonante în corzile pianului.
În anul următor, cel de-al doilea album al trupei, „I Sing The Body Electric”, prezintă prima lor utilizare a electronicii dincolo de claviatura electrică (un sintetizator și efecte de sunet au fost folosite). O parte a albumului a fost înregistrată live în Japonia. Dublul album „Live in Tokyo” a fost lansat mai târziu ca și import și făcut disponibil în Statele Unite ale Americii.

## Devenind mai funky
Începând cu Sweetnighter (1973), Zawinul a decis să abandoneze formatul în principal acustic de improvizație al grupului, iar trupa a început să ia o nouă direcție. Weather Report a devenit mai orientată pe funk/groove, adăugând mai multă structură atât secțiunii de cântec cât și celei de improvizație. Această schimbare s-a dovedit a nu fi potrivită pentru talentele lui Vitouš, lipsa lui de interes în cântarea acompaniamentelor improvizate funky mai repetitive (vamps) devenind o problemă (părți din Sweetnighter folosesc un bas electric de studio). În cele din urmă, aceasta a dus la plecarea lui Vitouš și înlocuirea acestuia cu un basist care utiliza un bas electric fretless, Alphonso Johnson, pe care Shorter îl cunoștea și care în acel moment cânta cu trupa lui Chuck Mangione.
Ultima piesă de pe album, “Non Stop Home” a lui Shorter, prevestea  marca distinctivă care urma să fie evidențiată mai mult pe următorul lor album. 

## SchImb de toboșari
În primii 8 ani de existență, trupei i-a fost greu să găsească un toboșar permanent, schimbând aproximativ un toboșar pe an-  Alphonse Mouzon, Eric Gravatt, Greg Errico, Ishmael Wilburn, Skip Hadden, Darryl Brown, Leon 'Ndugu' Chancler, Chester Thompson, Narada Michael Walden și Alex Acuña- până când Jaco Pastorius l-a recrutat pe Peter Erskine în 1978. 
Erskine și Omar Hakim au devenit mai târziu singurii toboșari care au cântat cu trupa pe o perioadă mai lungă de 2 ani.

## Perioada de mijloc
Albumul care a stabilit sunetul distinctiv al trupei a fost Mysterious Traveller în 1974. Pentru prima dată un bas electric (mânuit de Alphonso Johnson din Philadelphia) a fost utilizat aproape în fiecare cântec. În afară de aceasta, tehnica generală de compoziție a fost crescută considerabil, iar Zawinul a explorat îmbunătățiri în tehnologia sintetizatoarelor la înregistrare. Unele din efectele muzicale folosite pe lângă sintetizatorul muzical includ aplauzele mulțimii (preluate de la un meci Rose Bowl real) , sunete extraterestre din spațiu și plânsete de copil (propriul fiu al lui Zawinul înregistrat în casa lor). Mysterious Traveller a început șirul fără precedent de patru premii “Albumul Anului” consecutive acordate de revista Down Beat. 
Tale Tippin’, înregistrat în 1975, a făcut și mai mulți pași în utilizarea îmbunătățirilor tehnologice la sintetizatoare. De asemenea, albumul a scos la iveală mai mult solo din partea lui Wayne Shorter, până la nivelul la care el face mai multe solouri pe album decât pe oricare alt disc Weather Report. Shorter a înregistrat și Native Dancer, bine primitul clasic de latin jazz al anilor 1970, sub propriul nume în același an cu vocalistul brazilian Milton Nascimento. Efortul celor de la Weather Report a câștigat din nou Cel Mai Bun Album acordat de revista Down Beat, iar combinația Shorter/Nascimento s-a clasat pe poziția următoare. 

## Anii legendari Jaco Pastorius
Până la albumul Black Market din 1976, muzica trupei evoluase dincolo de improvizațiile funk cu terminație deschisă, în forme concise, orientate mai melodic,  care au avut și un succes de piață mai mare. Considerabil, acest album l-a introdus pe virtuosul basist Jaco Pastorius, deși acesta a cântat doar în două piese de pe album. Alphonso Johnson, care a cântat în celelalte cinci piese, a decis să părăsească Weather Report pentru a cânta cu trupa lui Billy Cobham/George Duke (grup în care cânta tânărul John Scofield la chitară). 
Black Market a fost probabil cel mai orientat spre rock album de studio al celor de la Weather Report, în parte datorită lui Chester Thompson, (membru anterior în trupa lui Frank Zappa), care  a cântat la tobe în majoritatea cântecelor de pe album. El a  fost mai târziu recrutat în trupa de turneu a celor de la Genesis. Din nou, și Black Market câștigă Albumul Anului de la Down Beat. 
Adăugarea lui Jaco Pastorius în trupă i-a adus acesteia uriașa popularitate. Cel mai mare hit individual al lor, standardul jazz “Birdland” de pe albumul Heavy Weather din 1977, a ajuns chiar și în charturile pop din acel an.
Trupa a apărut și în serialul televizat The Midnight Special al lui Burt Sugarman, unde a cântat piesele Birdland și Teen Town. Heavy Weather s-a dovedit a fi cel mai de succes album al trupei în materie de vânzări, primind numeroase critici favorabile la scară largă. 
Pastorius a stabilit un nou standard în mânuirea basului electric fretless și a adăugat două compoziții proprii. Heavy Weather a dominat topul premiilor obținute pentru discurile trupei , inclusiv ultimul premiu, Albumul Anului din partea Down Beat.
Jaco Pastorius a apărut pe încă patru albume Weather Report: Mr. Gone în 1978, 8:30 în 1979, și Night Passage în 1980 și pe cel de-al doilea album al lor, numit Weather Report, înregistrat în 1981 și lansat în 1982.  Pastorius a părăsit grupul la sfârșitul lui 1981, trebuind să-și îndeplinească propriile obligații de turneu cu trupa lui big band, Word of Mouth. Pe vremea când a părăsit Weather Report, Pastorius începuse să arate simptome de depresie maniacă, ce avea să îl lase cu probleme serioase mai târziu în viață.
Datorită implicării profesionale a lui Pastorius cu Joni Mitchell în a doua jumătate a anilor ’70, Mitchell a angajat compozițiile din Heavy Weather si 8:30 în masă (deși fără Zawinul în ambele cazuri) să cânte pe albumurile ei de studio Don Juan’s Reckless Daughter și Mingus.
În 1979, Weather Report a călătorit în Havana, Cuba, pentru a participa la istoricul festival Havana Jam, (care a avut loc între 2 și 4 martie), alături de Stephen Stills, CBS Jazz All-Stars,  Trio of Doom, Fania All-Stars, Billy Swan, Bonnie Bramlett, Mike Finnegan, Kris Kristofferson, Rita Coolidge și Billy Joel, plus artiști cubanezi precum Irakere, Pacho Alonso, Tata Güines și Orquesta Aragón. 
Concertul lor este înregistrat pe documentarul Havana Jam ’79 a lui Ernesto Juan Castellano.

## Ratingul de o stea de la DownBeat Magazine (1978)
Multe din albumele anterioare ale trupei obținuseră cel mai mare scor posibil pentru un disc (de 5 stele mai precis) în analizele de discuri ale prestigioasei reviste de specialitate DownBeat. Totuși, în 1978, trupa a înregistrat controversatul și experimentalul album Mr. Gone, care a primit doar o stea din partea revistei. Trupa a aranjat un interviu pentru răsturnarea situației cu revista, în scopul de a-și apăra eforturile. Zawinul și Pastorius au fost sfidători în răspunsurile pe care le-au acordat intervievatorului, Shorter a fost mai filozofic, iar Erskine cel mai reticent dintre toți patru. Unii spun că această analiză DownBeat a fost cea mai controversată din întreaga istorie a revistei. 
Trupa a făcut o revenire și a dus la bun sfârșit ultimul lor album din anii ’70. Albumul live “8:30”, din anul 1979, este considerat a fi unul din cele mai bune albume ale trupei, combinând atât înregistrări live cât și de studio pe un dublu LP. Trupa a câștigat Premiul Grammy în 1979 pentru Cea mai Bună Interpretare Jazz Fusion cu “8:30”. 
În ciuda controversei cu Mr. Gone, turneul “8:30” al trupei a fost probabil cel mai bine urmărit. Zawinul a fost citat spunând că au fost angajate mai multe mâini pe scenă pentru acel turneu decât în orice alt moment din istoria trupei. 
Trupa mergea în turneu ca și cvartet acum, în mod intenționat abandonând scaunul percuționistului.

## Anii 1980
Trupa a continuat să scoată noi albume o dată pe an, cu diferite compoziții, până în 1986. Un videoclip de înaltă calitate  (Live in Japan —doar VHS și Laser Disc), cu Omar Hakim la tobe, Victor Bailey la bas și Mineu Cinelo la percuții a fost de asemenea lansat în jurul anului 1984. Acest clip a fost lansat pe DVD în 2007, și este momentan disponibil.
Weather Report nu au reușit în acest deceniu să se ridice la succesul pe care l-au avut în anii 1970. Devenise de asemenea greu de vândut jazz-ul fusion, pe măsură ce jazz-ul tradițional își făcea revenirea în această perioadă. Zawinul și Shorter au decis de comun acord să se despartă de trupă în anul 1986, după înregistrarea ultimului lor album, This is This!
Ambii urmau să cânte jazz fusion cu propriile trupe pentru o perioadă, pentru ca apoi să meargă pe noi stiluri muzicale. 

## Lansări de după despărțirea trupei
Un dublu CD, post-trupă, intitulat Live and Unreleased, a fost făcut disponibil în 2002,  conținând înregistrări live vechi de la sfârșitul anilor ’70 și începutul anilor ’80, cu diferiți muzicieni. În septembrie 2006, Columbia/Legacy a lansat un set la cutie , Forecast: Tomorrow. Conține 3 CD-uri cu material în principal nelansat anterior, (din anii 1970-1985, excluzând This is This!) și un DVD cu întregul concert din 29 septembrie 1978 din Offenbach, Germania (cu Erskine și Pastorius), nedisponibil înainte.
Un DVD video cu concertul de la Festivalul de Jazz de la Montreux din 1976 (cu compoziția din Heavy Weather cu Pastorius, Acuna și Badena) a devenit de asemenea disponibil. Columbia/Legacy au relansat de asemenea concertul Live in Japan din 1984 pe DVD.

## După Weather Report
Cariera muzicală a lui Joe Zawinul nu s-a terminat după încetarea existenței formației. Din contră, la scurt timp după destrămarea Weather Report, Joe Zawinul a fondat o nouă formație cunoscută ca Weather Update (o formație continuatoare Weather Report), cu line-up-ul următor (pe lângă Zawinul însuși): Victor Bailey (chitară bas), Mino Cinélu (pecuție), Peter Erskine (tobe) și, în loc de Wayne Shorter la saxofon, John Scofield la chitară. Cu toate acestea Weather Update nu a rezistat foarte mult timp, acest nou proiect muzical fiind destrămat de Zawinul în 1987. Dar, ulterior, Zawinul a mai fondat o formație continuatoare Weather Report (cu muzicieni cu care a colaborat de-a lungul timpului în cadrul acesteia) care s-a numit The Zawinul Syndicate. The Zawinul Syndicate au cântat la București în anul 2005.

## Membrii adiționali ai grupului

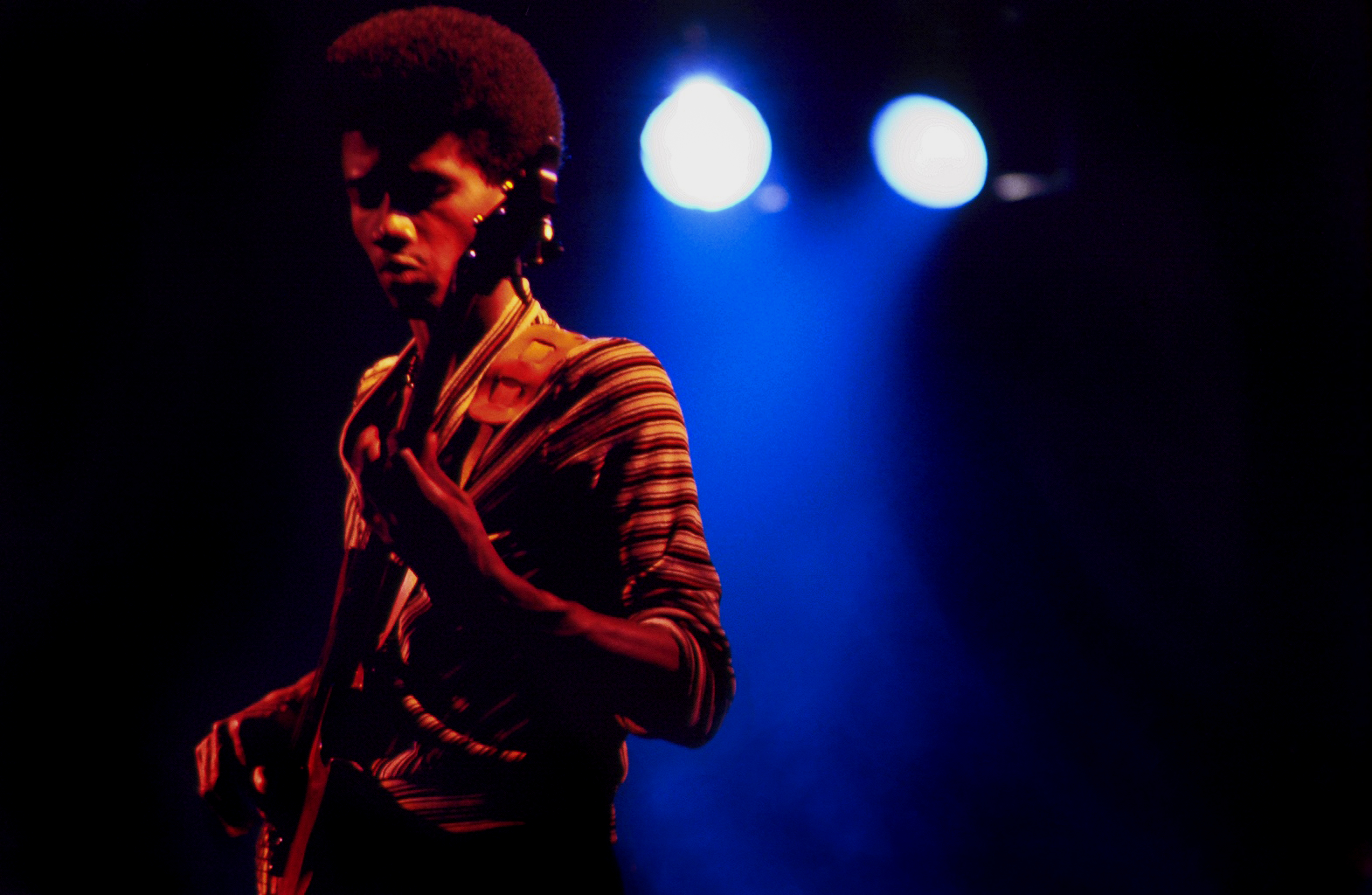
Basistul și profesorul universitar Alphonso Johnson cântând live cu Weather Report în New York, Statele Unite ale Americii în 1977.

Alți membri marcanți ai Weather Report de-a lungul timpului au fost basiștii Alphonso Johnson (de asemenea profesor universitar) și Victor Bailey, toboșarul și percuționistul Alex Acuña, percuționiștii Manolo Bardena, Robert Thomas Jr. și toboșarii Peter Erskine și Omar Hakim.

## Conducere

### Josef Zawinul
Joe Zawinul a devenit sinonim cu era jazz fusion mai întâi alături de Miles Davis, contribuind la definirea genului printr-un număr de compoziții proprii. O astfel de compoziție, deși nu neapărat tipică, este piesa semnătură a trupei, ‘Birdland”, de pe cel mai bine vândut album, Heavy Weather. Stilul lui Zawinul este deseori dominat de improvizații melodice neobișnuite-simultan bebop, etnic și pop- combinate cu acorduri big band rare dar ritmice sau linii de bas. În Weather Report, el a folosit de asemenea un vocoder, dar și sunete pre-înregistrate, filtrate și transpuse printr-un sintetizator, creând astfel o sinteză foarte distinctivă și frumoasă de armonii jazz și zgomot (“ folosind toate sunetele pe care lumea le generează”). Mulți îl consideră pe Zawinul cel mai bun muzician care a folosit sintetizatorul în jazz, acesta utilizând frecvent peste 10 clape cu setări live ale mâinilor sale. Zawinul a decedat în data de 11 septembrie 2007, după lupta cu cancerul de celulă Merkel.

### Wayne Shorter
Rolul lui Shorter nu a fost atât de proeminent ca și în timp ce cânta cu Miles Davis în anii 1960, și asta i-a adus trupei unele critici. Cu toate acestea, el este văzut ca unul din cei mai mari saxofoniști tenor și soprano ai tuturor timpurilor, dar și ca compozitor. La cererea lui Davis, înainte să plece din trupa lui, Shorter a început să folosească saxofonul tenor și a cântat exclusiv cu acesta la înregistrarea de debut a Weather Report. Pe discuri ulterioare, el a cântat atât la saxofon tenor cât și soprano, uneori în aceeași piesă. Shorter este cunoscut pentru felul său de a cânta intr-o manieră economică și ascultablă în multe înregistrări WR, adăugând uneori complexitate armonică, melodică și ritmică prin răspunsul la improvizațiile celorlalți membri ai trupei. Totusi, în unele situații, el poate fi frenetic, ca John Coltrane sau Michael Brecker.

## Membrii fondatori
- Joe Zawinul, clape/claviaturi, Austria (* 7 iulie 1932 în Viena)
- Wayne Shorter, saxofon
- Miroslav Vitouš, chitară bas
- Airto Moreira, percuție
- Alphonse Mouzon, tobe

## Membri ulteriori ai grupului
- Alex Acuña
- Don Alias
- Manolo Badrena
- Leon 'Ndugu' Chancler
- Greg Errico
- Eric Gravatt
- Skip Hadden
- Omar Hakim
- Alyrio Lima
- Jaco Pastorius, basist extraordinar (1951-1987)
- Dom Um Romão
- José Rossy
- Robert Thomas Jr.
- Chester Thompson
- Alphonso Johnson
- Michael Walden
- Ishmael Wilburn
- Erich Zawinul
- Victor Bailey
- Peter Erskine
- Mino Cinélu

## Discografie
- 1971: Weather Report
- 1972: I Sing The Body Electric
- 1972: Live In Tokyo
- 1973: Sweetnighter
- 1974: Mysterious Traveller
- 1975: Tale Spinnin’
- 1976: Black Market
- 1977: Heavy Weather
- 1978: Mr. Gone
- 1979: 8:30
- 1980: Night Passage
- 1982: Weather Report
- 1983: Procession
- 1984: Domino Theory
- 1985: Sportin’ Life
- 1986: This Is This!
- 2002: Live and Unreleased
- 2006: Forecast: Tomorrow